# Sassari (provins)
Provinsen Sassari (it. Provincia di Sassari) er en provins i regionen Sardinien i Italien. Sassari er provinsens hovedby.
Der var 322.326 indbyggere ved folketællingen i 2001.

## Geografi
Provinsen Sassari grænser til:
- i nord og vest mod Middelhavet,
- i syd mod provinserne Nuoro og Oristano.

40°43′36″N 8°33′33″Ø / 40.7267°N 8.5592°Ø